# Kutchisiren cylindrica
Kutchisiren cylindrica (лат.) — вид вымерших морских растительноядных млекопитающих из семейства дюгоневых. Единственный известный науке вид рода Kutchisiren. Его ископаемые остатки принадлежат к раннему миоцену (23,03—15,97 млн лет назад). Они найдены на территории Индии (штат Гуджарат, формация Кхари Нади).
Типовой образец этого вида — частичный ископаемый череп с нижней челюстью GSI-K60/998. Kutchisiren cylindrica имел череп почти цилиндрической формы, с передней частью, наклонённой под углом 78°. У него были большие клыкообразные резцы, ромбовидные в поперечном сечении. Его соседями были по крайней мере два вымерших вида дюгоневых: Bharatisiren kachchhensis и Domningia sodhae. Эти три вида отличались наклоном рыла, размерами и другими чертами строения черепа и бивней. Видимо, это позволяло им разойтись по разным экологическим нишам и снизить межвидовую конкуренцию, но точные родственные связи между ними пока не установлены.